# Ixia patens
Ixia patens là một loài thực vật có hoa trong họ Diên vĩ. Loài này được Aiton miêu tả khoa học đầu tiên năm 1789.